# Itu (Nigeria)
Itu è una local government area e città nigeriana, nello stato federato di Akwa Ibom.